# Colline de Puymaure
 (octobre 2018).
Si vous disposez d'ouvrages ou d'articles de référence ou si vous connaissez des sites web de qualité traitant du thème abordé ici, merci de compléter l'article en donnant les références utiles à sa vérifiabilité et en les liant à la section « Notes et références ».
La colline de Puymaure surplombe la ville de Gap, chef-lieu du département des Hautes-Alpes en France. Elle a joué un rôle notable dans l'histoire gapençaise durant les guerres de Religion (1562-1598).

## Géographie
La colline s'élève à 894 m d'altitude. Elle est constituée de marnes noires, une roche assez commune dans la région. On peut y trouver des fossiles, dont des gryphées.

## Histoire
François de Bonne de Lesdiguières, chef des protestants du Champsaur, fait construire la citadelle juste au-dessus de l'ancienne cité de Gap, une ville qui est alors catholique. Pendant les guerres de religion, François de Bonne de Lesdiguières ordonne une attaque de nuit sur Gap. Une grande partie de la cité est incendiée et la cathédrale est complètement détruite, de nombreux habitants sont massacrés. Par la suite, il mène d'autres attaques mais Gap, disposant d'une puissante garnison, se révèle trop difficile à prendre.
Pour éliminer la menace qui plane au-dessus de Gap, les forces catholiques ordonnent une attaque sur Puymaure. Comme les hommes de Lesdiguières sont affaiblis par une succession de batailles, le fort tombe. Peu de personnes peuvent s'enfuir, le restant est tué ou fait prisonnier. Le fort est rasé, il n'en reste aucun vestige.
Le sommet de Puymaure n'est plus qu'un terrain vague où se situe une antenne relais.

## Loisirs
La colline est devenue un lieu touristique. On y accède par une petite randonnée permettant d'arriver au sommet. Un sentier a été tracé et des panneaux expliquant l'histoire de la colline y ont été placés. Le haut de la colline donne également accès à un panorama de la ville de Gap. Des marches sont organisées par l'office du tourisme, lors de la journée du patrimoine. On peut aussi retrouver au musée départemental de la ville de Gap des maquettes de la ville et de la colline.